# Kuranda
Kuranda ist eine kleine Stadt im nördlichen Queensland, Australien. Sie ist ein Touristenort und zählt etwa 2000 Einwohner.

## Geografie

### Lage
Die Stadt liegt am Barron River auf der westlichen Seite der Kuranda Range, einem Teil der Great Dividing Range,  durchschnittlich 380 Meter über dem Meeresspiegel. Sie ist vom Regenwald umschlossen und befindet sich 25 Kilometer nordwestlich von Cairns im lokalen Verwaltungsgebiets (LGA) Tablelands Regional Council.

### Klima

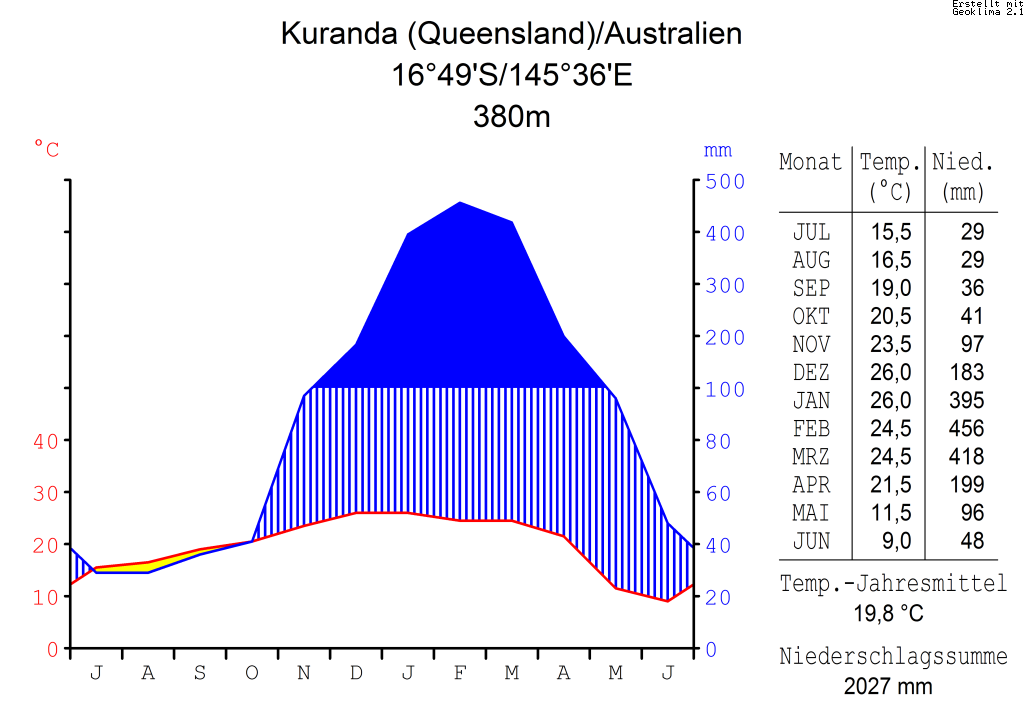
Klimadiagramm von Kuranda

In Kuranda herrscht ein tropisches Klima. Dabei ist die Luftfeuchtigkeit nicht so hoch, wie in Cairns, da der Ort höher liegt. Die Höchsttemperaturen können in der Zeit von November bis April rund 37 °C erreichen. In den übrigen Monaten sinken die Temperaturen ein wenig, und auch die Luftfeuchtigkeit ist geringer. Durch seine Lage im Regenwald erfährt Kuranda nur leichte Temperaturschwankungen. Es gibt eine Regen- und eine Trockenzeit.

## Geschichte
Im Regenwald rund um Kuranda lebten bereits vor 10.000 Jahren die Tjapukai Aborigines. Seit Anfang des 19. Jahrhunderts wurde das Gebiet von Europäern erforscht. Goldsucher und Holzfäller zogen in die Region. Eine erste Siedlung wurde im Jahr 1885 gegründet. Drei Jahre später erfolgte eine Vermessung durch Thomas Behan.
Der Bau der Eisenbahn von Cairns nach Herberton begann im Jahr 1882 und erreichte Kuranda im Jahr 1891. Zusammen mit der Straße zum Hafen in Cairns wurde der Grundstein für Handel und Aufschwung gelegt. Auf Grund der gut geeigneten Höhenlage von 380 Metern wurde an einigen Stellen mit dem Kaffeeanbau begonnen, bis die gesamte Ernte Anfang des 20. Jahrhunderts vom Frost zerstört wurde. Der Zinnabbau und die Bauholzgewinnung wurde aber fortgesetzt.
Kuranda wurde Ausflugsziel für einheimische Urlauber und war besonders beliebt bei Hochzeitspaaren in den Flitterwochen. Die Schönheit des Barron Wasserfalls und des Regenwaldes hatte sich herumgesprochen. Im Jahr 1915 wurde das noch heute genutzte Bahnhofsgebäude gebaut. Während des Zweiten Weltkriegs wurden Truppen in der Region stationiert und die militärische Nutzung hatte Vorrang vor dem Tourismus.
Die Barron Gorge Hydroelectric Power Station wurde 1963 in Betrieb genommen. Noch heute wird dort mit zwei Generatoren 60 Megawatt Strom hergestellt. In den 1970er Jahren wurde das Dorf von Hippies entdeckt und es entwickelten sich einige Hippiekommunen. In Marktbuden unter freiem Himmel wurden lokale Produkte und handgearbeitete Waren verkauft. Kuranda blühte in dieser Zeit auf und erlebte einen Bevölkerungsschub.

## Sehenswürdigkeiten
Zu den Sehenswürdigkeiten des Ortes gehören die beiden Anreisemöglichkeiten mit der 1995 errichteten Skyrail Rainforest Cableway und mit der Kuranda Scenic Railway. Die Skyrail Rainforest Cableway ist eine 7,5 Kilometer lange Seilbahn, die vom Caravonica Terminal in der Nähe von Cairns aus startet. Die Fahrt dauert 1,5 Stunden und führt wenige Meter über den Regenwald. Die Kuranda Scenic Railway fährt vom Bahnhof Cairns in 1,75 Stunden bis zum Bahnhof Kuranda. Die Strecke ist seit 1891 unverändert.
Im Ort selbst gibt es mehrere Sehenswürdigkeiten. Dazu gehören die verschiedenen Märkte und Kunstläden. Außerdem kann man einen Vogelpark, das Australian Butterfly Sanctuary und ein Noctarium, wo nachtaktive Tiere gesehen werden können, besuchen. Am nördlichen Rand des Ortes, unweit der Geschäftsstraße Therwine Street, ist im Dickicht das viel besuchte Wrack eines im Zweiten Weltkrieg abgestürzten japanischen Flugzeuges zu sehen. In der Coondoo Street, der von ausladenden, Schatten spendenden Bäumen gesäumten Hauptstraße des Ortes, steht die 1915 erbaute anglikanische Kirche Saint Saviour’s Church mit ihren farbenfrohen Glasfenstern von 2002, während die katholische Kirche Saint Christopher's Church in der Barang Street zu besichtigen ist. Auch die Adventist Church in der Barron Falls Road lohnt einen Besuch, sie befindet sich in einem ruhigen Wohngebiet mit gepflegten Gärten, wo zahlreiche tropische Vogelarten zu sehen sind. Das von dichter tropischer Vegetation umgebene Bahnhofsgebäude wurde 1915 fertig gestellt. Im nahen Umland Kurandas gibt es diverse Wanderpfade und  Aussichtspunkte, auch auf die Barron Falls.

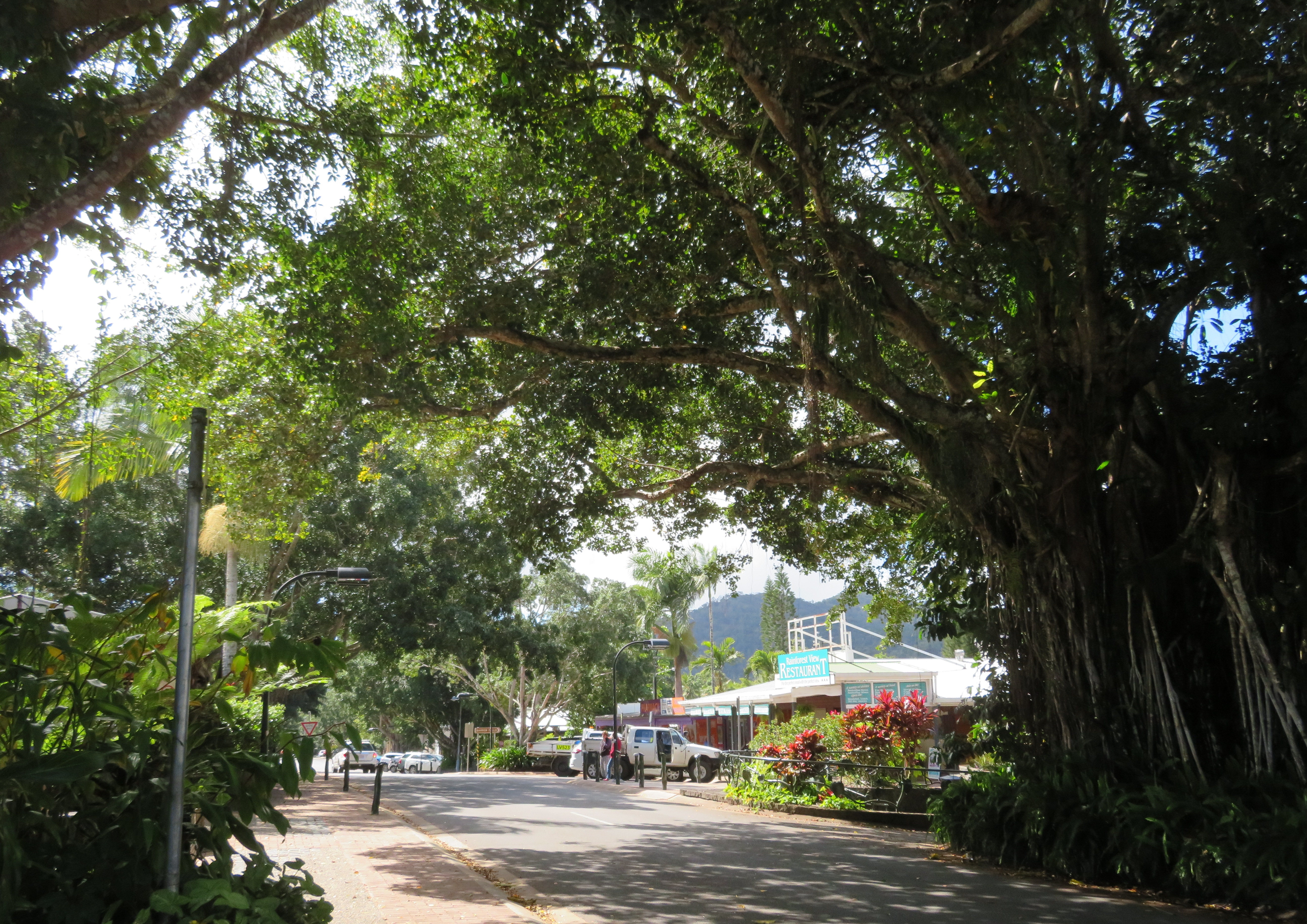
Hauptstraße Coondoo Street
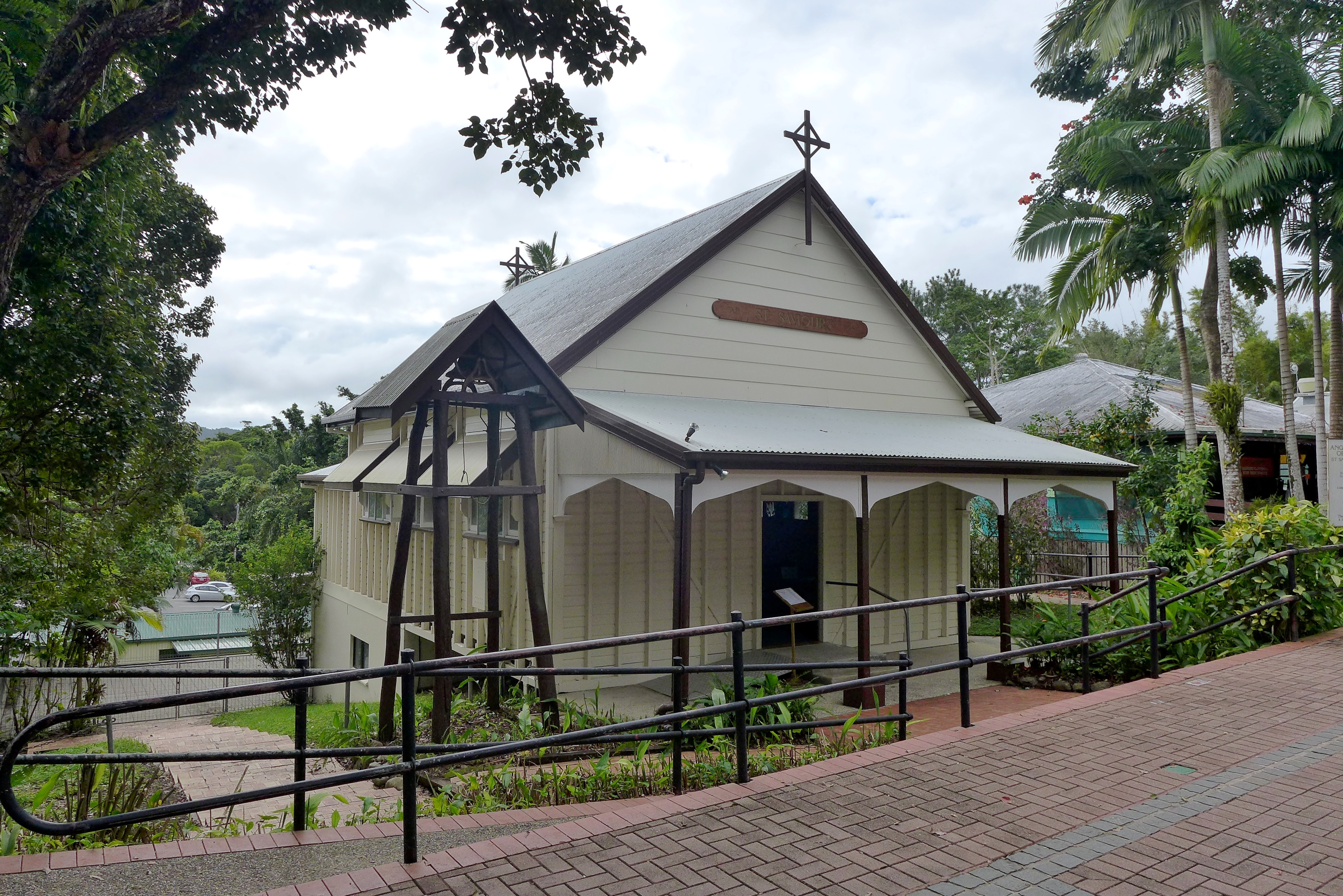
St. Saviour’s Church
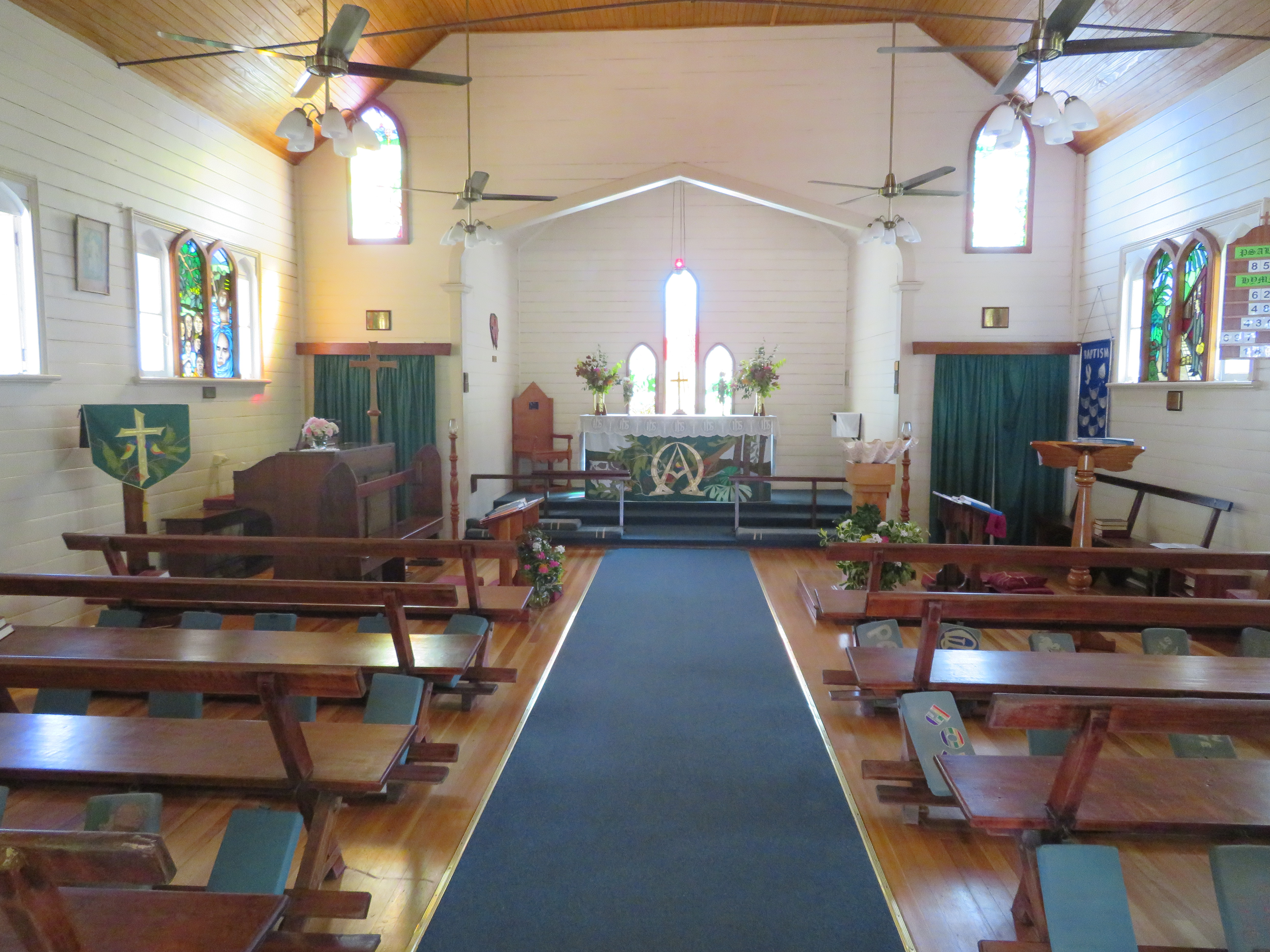
St. Saviour’s Church
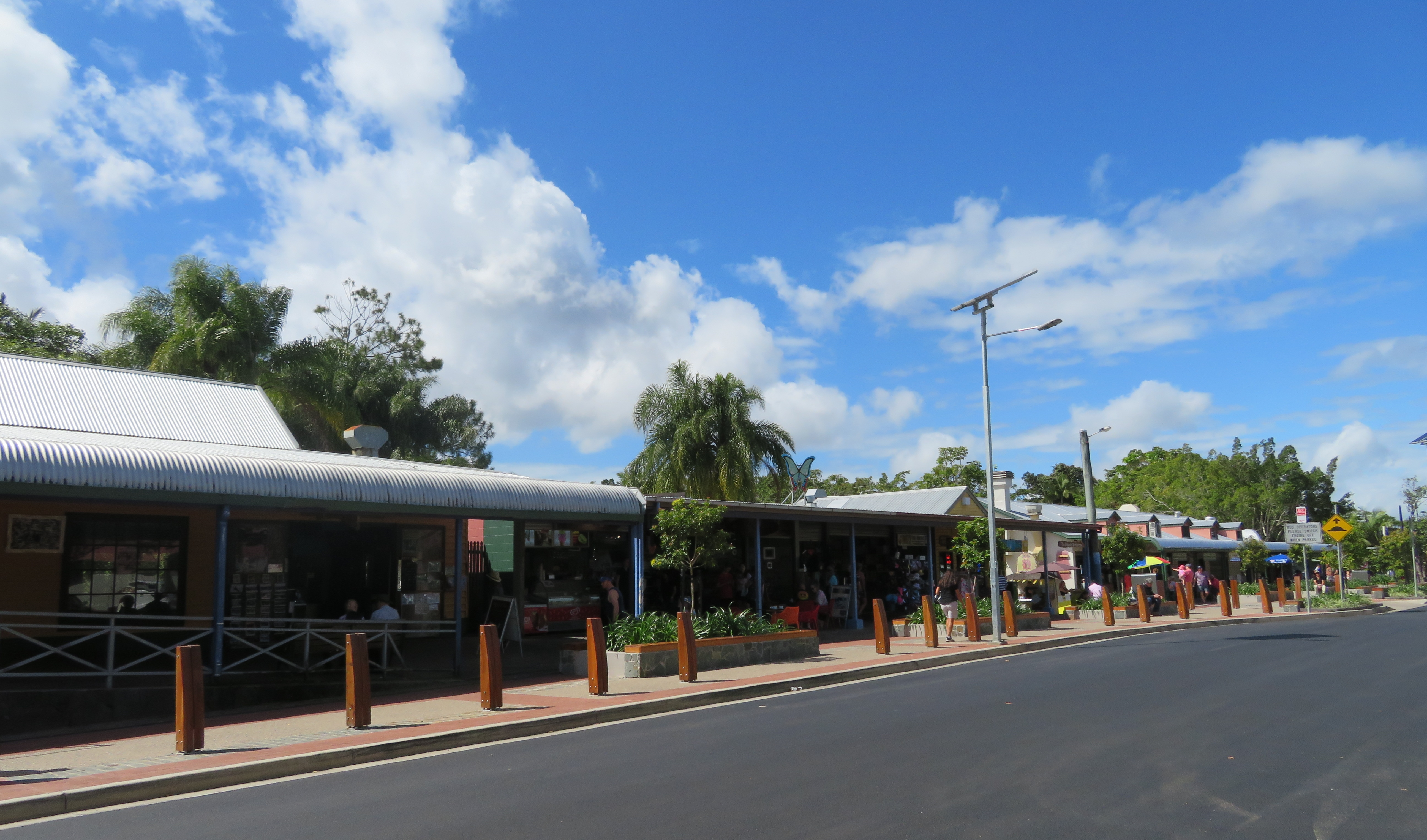
Geschäftsstraße Therwine Street
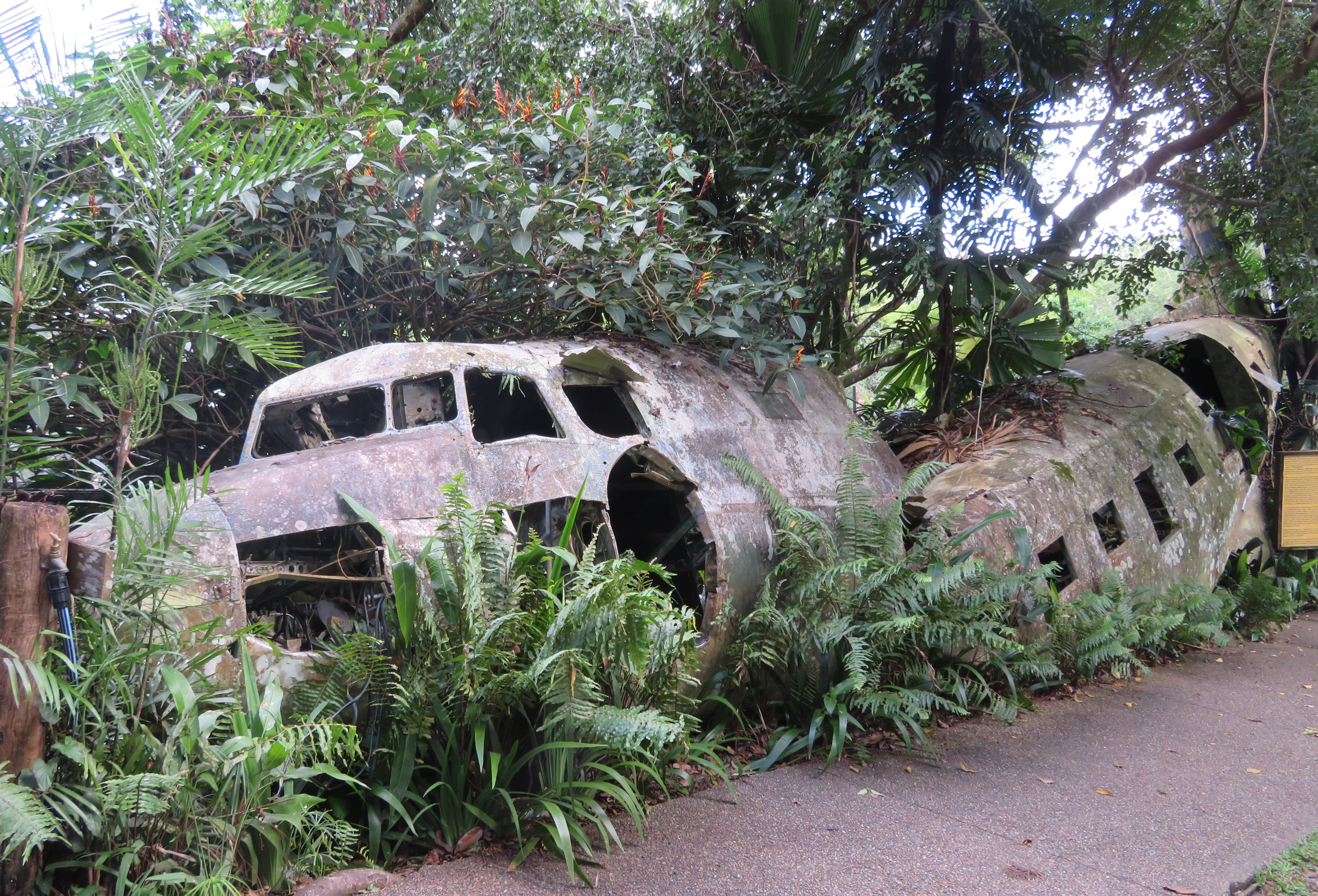
Japanisches Flugzeugwrack
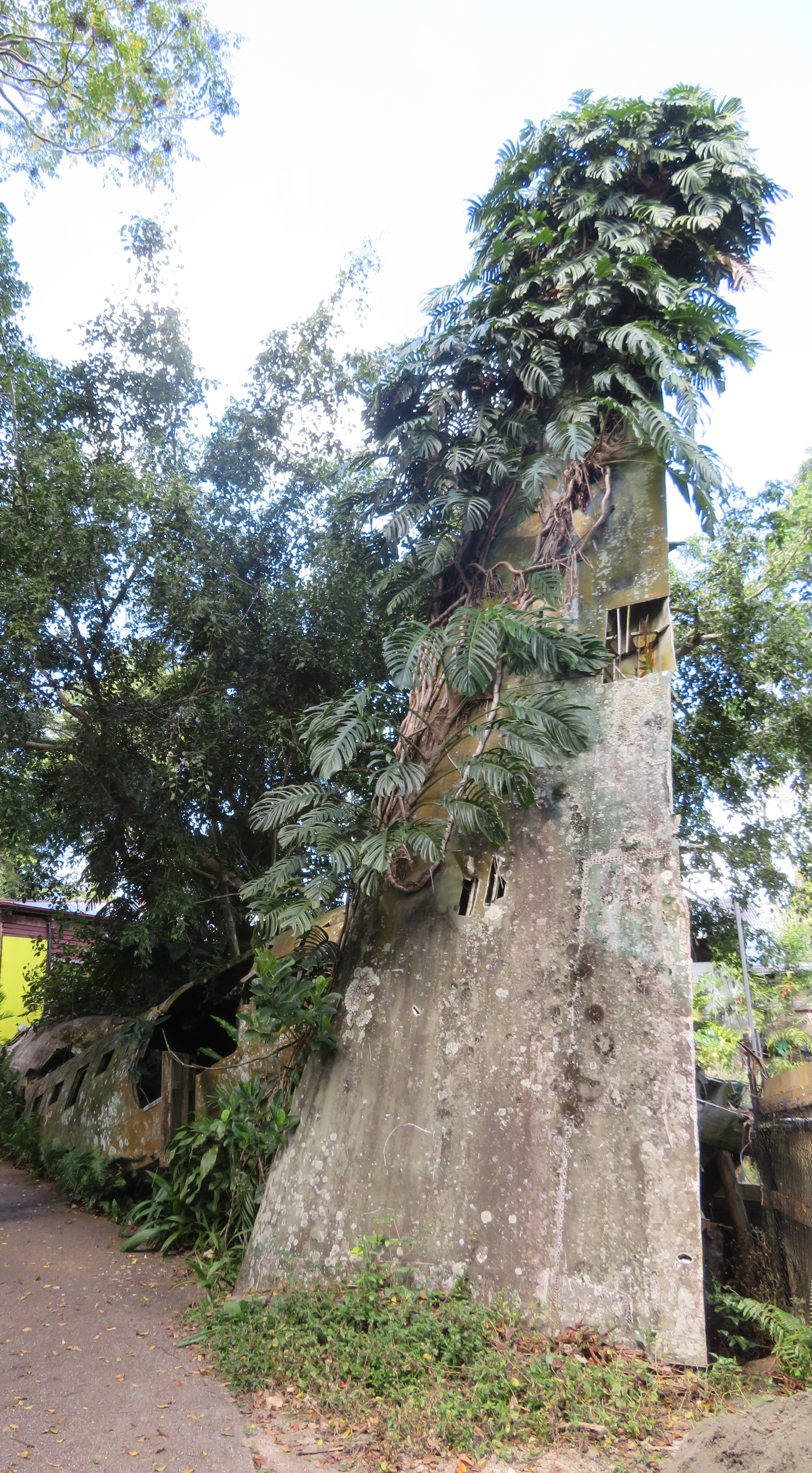
Japanisches Flugzeugwrack
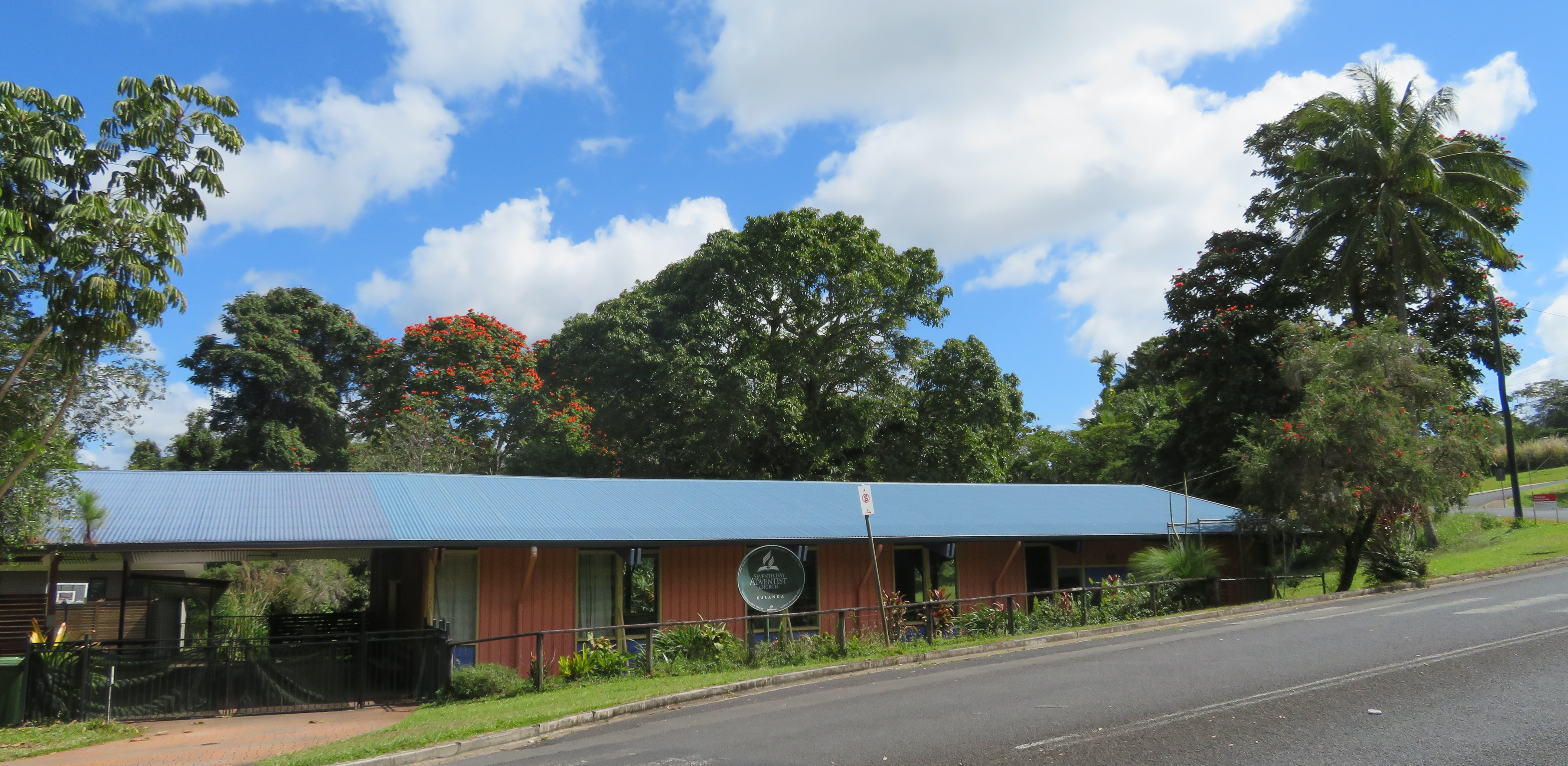
Adventist Church
Blick aus der Gondel der Skyrail auf eine Zwischenstation